# Saltarella
La saltarella è un ballo tradizionale di area abruzzese, in parte del Molise e della Basilicata e in alcune aree del Lazio fino al 1927 sotto l'amministrazione abruzzese (Amatriciano, Cicolano e Sorano), molto affine con le tarantelle meridionali.
La forma più diffusa è la saltarella in coppia (non necessariamente eterosessuale), ma si conservano anche esempi di saltarella a quattro persone o in cerchio. Sono stati individuate delle sottotipologie coreutiche che si esprimono con varianti ritmico-melodiche e coreutiche ben evidenti; ne sono stati individuati almeno cinque modelli differenti: quello frentano, teatino, teramano, alto-sabino e la ballarella della Val Pescara, spesso considerata famiglia a sé, cerniera tra saltarella, spallata e tarantella.

## Storia
La saltarella dovrebbe discendere direttamente dalla “saltatio”, il ballo più diffuso nella Roma antica, assieme alla danza della "ballicrepa" e al ballo cantato della "corea".
Le prime fonti certe riguardo all'origine del saltarello sono comunque da ricercare nel XIV sec. Nel 1465 Antonio Cornazzano lo indica come “ballo da villa” molto frequente fra gli italiani. Tra il XIV e il XVII sec. il saltarello è uno dei quattro modi basilari della danza di corte italiana (bassadanza, saltarello, quaternaria, piva): gli ambienti aristocratici erano soliti ispirarsi ai balli popolari per poi effettuare trasposizioni in stile aulico di musiche e coreografie. Nel XVIII e XIX sec. si è sviluppata per mano di numerosi artisti italiani e stranieri una ricca iconografia con scene di saltarello.
In ambito popolare attuale, il genere musicale del saltarello ha molte affinità con la tarantella dell'Italia meridionale e viene eseguito generalmente dall'organetto, ma originariamente l'organico era costituito da ciaramella, tamburello, tammorra e zampogna. Viene chiamato al femminile “saltarella”, secondo un'usanza molto diffusa nel Regno di Napoli, così come per la ballarella, la pizzica, la tammurriata, la zumparella, ecc.

## Caratteristiche
È un ballo di corteggiamento nel quale le coppie si dispongono in cerchio e, a turno, si portano al centro per eseguire il rito della seduzione. Le coppie si danno costantemente il cambio in una sorta di gara di resistenza che aumenta al ritmo incalzante della musica. Quando sono all'interno del cerchio i due “amanti”, cercando di mantenere una certa sincronia nei movimenti, non si toccano, ma si sfiorano con continue allusioni.
Nel ballo di coppia, dopo il consueto invito, i ballerini cercano di sincronizzarsi a tempo di musica per poi effettuare passi incrociati saltati, posizionando sempre un piede dietro l'altro che è fatto strisciare in avanti prima di ricevere il peso di tutto il corpo. Il passo può essere anche semplicemente saltato ed il piede, scaricato dal suo peso, viene scalciato energeticamente in avanti per poi essere affiancato nuovamente all'altro che ripete la sequenza.
Le braccia sono protese in alto, frontalmente, composte sui fianchi o dietro la schiena per gli uomini. La coppia danzante può afferrarsi frontalmente con le mani guardandosi negli occhi ed alternare abili movenze di fughe, rifiuti, rincorse, con mimiche a dispetto e di corteggiamento. L'uomo può dare esempio della sua abilità a seguito di una precisa variazione musicale introducendo un passo calciato in avanti chiamato “spuntapiede”, imitato non necessariamente dalla donna. Il tutto si conclude quando i due ballerini, tenendosi per le braccia, decidono di darsi reciproca intesa, come ad esempio saltando su ambo le gambe ed eseguono con passi laterali un tragitto circolare allargato fino alla loro uscita di scena.
Gli strumenti musicali sono: l’organetto (in dialetto Abruzzese: ddu’botte o anche fisarmonica diatonica), la Zampogna il Tamburello (strumento musicale) e l’Armonica a bocca.